# Roperua
Roperua is een geslacht van vlinders van de familie uilen (Noctuidae), uit de onderfamilie Hadeninae.

## Soorten
- R. crypsichlora Turner, 1931
- R. lichenophora Lower, 1902